# Čestmír Jelínek
Podplukovník generálního štábu Čestmír Jelínek (19. září 1902 Košíře – 19. srpna 1942 Věznice Plötzensee) byl důstojník československé armády a odbojář z období druhé světové války popravený nacisty.

## Život
Čestmír Jelínek se narodil 19. září 1902 v dnešní pražské čtvrti Košířích v rodině krejčího Maxmiliána Jelínka a Marie rozené Hrdinové. Od roku 1916 studoval na české reálce v Plzni, kde v roce 1922 maturoval. Následovalo studium na Vojenské akademii v Hranicích odkud byl v roce 1924 vyřazen jako poručík dělostřelectva. Sloužil u dělostřeleckých pluků, do roku 1925 v Olomouci, do roku 1933 v Brně. Mezi lety 1933 a 1936 studoval na Vysoké škole válečné v Praze, poté se vrátil do Brna, kde sloužil v různých funkcích. Po německé okupaci v březnu 1939 prováděl likvidaci bývalého III. sboru, od září 1939 pracoval u zeměměřičského úřadu v Brně. Byl členem Sokola.

## Protinacistický odboj
Již od března 1939 se Čestmír Jelínek zapojil do budování Obrany národa, zabýval se zpravodajskou činností, ukrývání zbraní a přípravou sabotáží. Patřil k nejaktivnějším členům moravského zemského velitelství. Kvůli různým názorům na vedení odboje se postupně vyhrotily vztahy mezi ním a Františkem Šmídem, budoucím konfidentem gestapa, a na základě právě jeho výpovědi byl Čestmír Jelínek 20. listopadu 1939 zatčen. Vězněn byl na Špilberku, Sušilových a Kounicových kolejích a brutálně vyslýchán. Podle svědectví se neúspěšně pokusil o sebevraždu. Následovalo věznění v Breslau a berlínské věznici Alt-Moabit. Ve dnech 26. a 27. listopadu 1941 byl lidovým soudem odsouzen k trestu smrti, poté přesunut do věznice Plötzensee a 19. srpna 1942 společně s dalšími brněnskými exponenty Obrany národa popraven gilotinou.

## Posmrtná ocenění
- V roce 1945 obdržel Čestmír Jelínek in memoriam Československý válečný kříž 1939
- Čestmír Jelínek obdržel in memoriam Řád Milana Rastislava Štefánika
- V roce 1946 byl Čestmír Jelínek in memoriam povýšen do hodnosti podplukovníka generálního štábu
- V roce 1946 byla po Čestmíru Jelínkovi pojmenována ulice v brněnských Žabovřeskách

## Rodina
Čestmír Jelínek se v roce 1931 oženil s Marií Hrejsemnou, v roce 1937 se manželům narodila dcera Milada.